# گورستان گنز
قبرستان گنز مربوط به دورهٔ اشکانیان است و در شهرستان خاش، بخش ایرندگان خاش، دهستان ایرندگان، ۲۰۰ متری شرق روستای گنز واقع شده و این اثر در تاریخ ۲۶ اسفند ۱۳۸۶ با شمارهٔ ثبت ۲۲۲۴۴ به‌عنوان یکی از آثار ملی ایران به ثبت رسیده است.